# Кјоза (Ла Специја)
Кјоза је насеље у Италији у округу Ла Специја, региону Лигурија.
Према процени из 2011. у насељу је живело 19 становника. Насеље се налази на надморској висини од 151 м.